# Asko Jokinen
Asko Lauri Juhani Jokinen (Helsinki, 23 gennaio 1932 – 5 dicembre 2016) è stato un cestista finlandese.

## Carriera
Con la Finlandia ha disputato i Campionati europei del 1955, segnando 9 punti in 4 partite.

## Palmarès
- Campionato finlandese: 1

Pantterit: 1959